# Nederlands kampioenschap tafeltennis 2017
Het Nederlands kampioenschap tafeltennis 2017 werd gehouden in Zwolle op 4 en 5 maart 2017.
Op het programma stonden vijf onderdelen:
- Enkelspel mannen. Regerend kampioen was Laurens Tromer.
- Enkelspel vrouwen. Regerend kampioen was Britt Eerland.
- Dubbelspel mannen. Regerend kampioenen waren Martin Khatchanov en Barry Wijers.
- Dubbelspel vrouwen. Regerend kampioenen waren Tanja Helle en Yana Timina.
- Gemengd dubbel. Regerend kampioenen waren Nathan van der Lee en Yana Timina.

## Medaillewinnaars
| Onderdeel        | Goud                            | Zilver                              | Brons                                                         |
| Enkelspel (m)    | Rajko Gommers                   | Laurens Tromer                      | Ewout Oostwouder Barry Wijers                                 |
| Enkelspel (v)    | Li Jie                          | Yana Timina                         | Ana Gogorita Kim Vermaas                                      |
| Dubbel (m)       | Ewout Oostwouder Laurens Tromer | Martin Khatchanov Barry Wijers      | Rajko Gommers Martijn de Vries Nathan van der Lee Cosmin Stan |
| Dubbel (v)       | Tanja Helle Yana Timina         | Tali Cohen Brenda Vonk-Huntelerslag | Rianne van Duin Ana Gogorita Sharon Janssen Shuohan Men       |
| Dubbel (gemengd) | Rajko Gommers Kim Vermaas       | Carla Nouwen Barry Wijers           | Angelique Gertenbach Colin Rengers Jasminka Oeij Patrick Oeij |